# Уокер, Генри
Уильям Генри «Билл» Уокер (англ. William Henry Walker; родился 9 октября 1987 года в Хантингтоне, штат Западная Виргиния) — американский профессиональный баскетболист, играющий на позициях атакующего защитника и лёгкого форварда. Был выбран на драфте 2008 года под 47-м номером командой «Вашингтон Уизардс», но сразу же был обменян в «Бостон Селтикс».

## Старшая школа
Уокер учился в старшей школе Роуз Хилл в Эшланде, штат Кентукки, и выступал за школьную баскетбольную команду вместе с другим будущим игроком НБА, О Джеем Мейо. В феврале 2003 года Уокер из девятого класса Роуз Хилл перевёлся в школу Норт-Колледж-Хилл в Огайо и поступил там в восьмой класс. В апреле туда же перевёлся Мейо. Школьная команда, лидерами которой были Уокер и Мейо, дважды, в 2005 и 2006 годах, побеждала в чемпионате штата Огайо. Сезон 2005-06 Уокер завершил с показателями 21,7 очков и 10,1 подбора в среднем за игру. В 2006 году Уокер был удостоен включения во вторую сборную лучших игроков школьного чемпионата по версии журнала Parade, в первую сборную среди учащихся 11-х классов по версии USA Today и в первую сборную школьников по версии EA Sports, а также был признан лучшим игроком чемпионата штата Огайо.
Летом 2006 года стало известно, что Уокер не сможет играть за школьную команду в выпускном классе, так как уже исчерпал лимит на восемь семестров в школьном баскетболе. На тот момент он шёл вторым в рейтинге самых перспективных баскетболистов среди будущих выпускников после Мейо. В выпускном классе Уокер занимался по ускоренной программе обучения и осенью 2006 года получил диплом старшей школы.

## Университет
Уокер приглашали несколько университетов, среди которых были Цинциннати, Коннектикут, Иллинойс, Сиракьюс, Южная Калифорния и Техас, однако игрок выбрал Университет штата Канзас. Он был зачислен в университет как студент заочного отделения в ноябре 2006 года, а 16 декабря начал тренироваться с университетской баскетбольной командой «Уайлдкэтс». В дебютном сезоне Уокер успел сыграть за университетскую команду шесть игр, в которых в среднем набирал 11,3 очка и делал 4,5 подбора. В начале седьмой игры с командой Техасского университета A&M у него произошёл разрыв передней крестообразной связки левого колена, из-за которого он выбыл до конца сезона. Похожую травму Уокер получал в 2003 году, только на правом колене, тогда понадобилось хирургическое вмешательство и длительная реабилитация.
Из-за травмы руководство NCAA разрешило не засчитывать Уокеру сезон 2006-07, таким образом, он мог ещё четыре сезона выступать за университетскую команду. В следующем сезоне он стал одним из лидеров «Уайлдкэтс» наряду с новичком Майклом Бизли. В своём первом полноценном сезоне студенческого чемпионата Уокер набирал в среднем за игру 16,3 очка и делал 6,3 подбора.

## Карьера в НБА
В начале 2007 года, до того как Уокер получил травму, специалисты высоко оценивали его шансы быть выбранным среди первых 14 игроков на драфте НБА 2007 года, однако по новым правилам НБА, должен был пройти как минимум год после окончания игроком школы, то есть Уокер мог выставить свою кандидатуру на драфт не раньше 2008 года. Предполагалось, что Уокер будет выбран в первом раунде на драфте НБА 2008 года. Перед драфтом он участвовал в сборах, проводимых клубами «Детройт Пистонс», «Торонто Рэпторс» и «Голден Стэйт Уорриорз». Во время тренировки в Окленде в начале июня Уокер травмировал правое колено, хотя травма оказалась не такой серьёзной как предыдущие, поэтому игрок не стал снимать свою кандидатуру с драфта. Травма значительно ухудшила перспективы Уокера на драфте. В итоге на драфте он был выбран лишь во втором раунде, под общим 47-м номером клубом «Вашингтон Уизардс» и в день драфта отдан в «Бостон Селтикс» за денежную компенсацию. В конце августа Уокер подписал с «Селтикс» контракт.
21 ноября 2008 года Уокер был отправлен в клуб Лиги развития НБА «Юта Флэш», за который провёл 15 игр и набирал в среднем 18,9 очков за игру. В первый же день тренировочного лагеря в октябре 2009 года Уокер получил разрыв мениска и был прооперирован. 21 ноября 2009 года руководство «Селтикс» отправило игрока в клуб Лиги развития «Мэн Ред Клоз», за который он сыграл 9 игр и набирал в среднем 17,4 очков за игру.
За полтора сезона в составе «Бостон Селтикс» Уокер сыграл в НБА 37 игр, в которых проводил на площадке в среднем 6,6 минут и набирал 2,6 очков. 19 февраля 2010 года он вместе с Джей Ар Гидденсом, Эдди Хаусом и правом выбора во втором раунде будущего драфта был обменян в «Нью-Йорк Никс» на Нэйта Робинсона и Маркуса Лэндри. После перехода в «Никс» Уокер получил намного больше игрового времени, чем за время пребывания в составе «Бостон Селтикс». В 16 играх марта 2010 года он набирал 11,4 очков в среднем за игру, в апреле его результативность выросла до 13,2 очков. 20 апреля 2012 года Уокер был отчислен из состава «Никс» для подписания контракта с Дэном Гадзуричем.

## Статистика

### Статистика в НБА
| Сезон                                                                                    | Команда  | Регулярный сезон | Регулярный сезон | Регулярный сезон | Регулярный сезон | Регулярный сезон | Регулярный сезон | Регулярный сезон | Регулярный сезон | Регулярный сезон | Регулярный сезон | Регулярный сезон | Серия плей-офф | Серия плей-офф | Серия плей-офф | Серия плей-офф | Серия плей-офф | Серия плей-офф | Серия плей-офф | Серия плей-офф | Серия плей-офф | Серия плей-офф | Серия плей-офф |
| Сезон                                                                                    | Команда  | GP               | GS               | MPG              | FG%              | 3P%              | FT%              | RPG              | APG              | SPG              | BPG              | PPG              | GP             | GS             | MPG            | FG%            | 3P%            | FT%            | RPG            | APG            | SPG            | BPG            | PPG            |
| ---------------------------------------------------------------------------------------- | -------- | ---------------- | ---------------- | ---------------- | ---------------- | ---------------- | ---------------- | ---------------- | ---------------- | ---------------- | ---------------- | ---------------- | -------------- | -------------- | -------------- | -------------- | -------------- | -------------- | -------------- | -------------- | -------------- | -------------- | -------------- |
| 2008/09                                                                                  | Бостон   | 29               | 0                | 7,4              | 62,1             | 0,0              | 69,6             | 1,0              | 0,4              | 0,2              | 0,1              | 3,0              | 4              | 0              | 2,6            | 0,0            | -              | 100,0          | 0,0            | 0,0            | 0,5            | 0,0            | 0,5            |
| 2009/10                                                                                  | Бостон   | 8                | 0                | 3,7              | 50,0             | -                | 100,0            | 0,6              | 0,4              | 0,0              | 0,0              | 1,0              | Не участвовал  | Не участвовал  | Не участвовал  | Не участвовал  | Не участвовал  | Не участвовал  | Не участвовал  | Не участвовал  | Не участвовал  | Не участвовал  | Не участвовал  |
| 2009/10                                                                                  | Нью-Йорк | 27               | 13               | 27,4             | 51,8             | 43,1             | 78,7             | 3,1              | 1,4              | 0,9              | 0,1              | 11,9             | Не участвовал  | Не участвовал  | Не участвовал  | Не участвовал  | Не участвовал  | Не участвовал  | Не участвовал  | Не участвовал  | Не участвовал  | Не участвовал  | Не участвовал  |
| 2010/11                                                                                  | Нью-Йорк | 61               | 1                | 12,9             | 44,1             | 38,6             | 70,5             | 2,0              | 0,6              | 0,3              | 0,1              | 4,9              | 4              | 0              | 22,3           | 30,0           | 27,3           | 66,7           | 3,3            | 1,0            | 1,3            | 0,0            | 5,8            |
| 2011/12                                                                                  | Нью-Йорк | 32               | 8                | 19,4             | 39,8             | 31,9             | 85,0             | 2,5              | 1,2              | 0,6              | 0,2              | 5,9              | Не участвовал  | Не участвовал  | Не участвовал  | Не участвовал  | Не участвовал  | Не участвовал  | Не участвовал  | Не участвовал  | Не участвовал  | Не участвовал  | Не участвовал  |
| 2014/15                                                                                  | Майами   | 24               | 13               | 26,2             | 34,5             | 34,1             | 77,8             | 3,4              | 1,2              | 1,0              | 0,4              | 7,3              | Не участвовал  | Не участвовал  | Не участвовал  | Не участвовал  | Не участвовал  | Не участвовал  | Не участвовал  | Не участвовал  | Не участвовал  | Не участвовал  | Не участвовал  |
|                                                                                          | Всего    | 181              | 35               | 16,7             | 44,6             | 36,9             | 76,0             | 2,2              | 0,8              | 0,5              | 0,1              | 6,0              | 8              | 0              | 12,4           | 28,1           | 27,3           | 80,0           | 1,6            | 0,5            | 0,9            | 0,0            | 3,1            |
| Наведите курсор мыши на аббревиатуры в заголовке таблицы, чтобы прочесть их расшифровку. |          |                  |                  |                  |                  |                  |                  |                  |                  |                  |                  |                  |                |                |                |                |                |                |                |                |                |                |                |

### Статистика в Джи-Лиге
| Сезон                                                                                    | Команда          | Регулярный сезон | Регулярный сезон | Регулярный сезон | Регулярный сезон | Регулярный сезон | Регулярный сезон | Регулярный сезон | Регулярный сезон | Регулярный сезон | Регулярный сезон | Регулярный сезон | Серия плей-офф | Серия плей-офф | Серия плей-офф | Серия плей-офф | Серия плей-офф | Серия плей-офф | Серия плей-офф | Серия плей-офф | Серия плей-офф | Серия плей-офф | Серия плей-офф |
| Сезон                                                                                    | Команда          | GP               | GS               | MPG              | FG%              | 3P%              | FT%              | RPG              | APG              | SPG              | BPG              | PPG              | GP             | GS             | MPG            | FG%            | 3P%            | FT%            | RPG            | APG            | SPG            | BPG            | PPG            |
| ---------------------------------------------------------------------------------------- | ---------------- | ---------------- | ---------------- | ---------------- | ---------------- | ---------------- | ---------------- | ---------------- | ---------------- | ---------------- | ---------------- | ---------------- | -------------- | -------------- | -------------- | -------------- | -------------- | -------------- | -------------- | -------------- | -------------- | -------------- | -------------- |
| 2008/09                                                                                  | Юта Флэш         | 15               | 15               | 30,5             | 55,7             | 40,0             | 80,2             | 5,3              | 1,5              | 1,3              | 0,7              | 18,9             | Не участвовал  | Не участвовал  | Не участвовал  | Не участвовал  | Не участвовал  | Не участвовал  | Не участвовал  | Не участвовал  | Не участвовал  | Не участвовал  | Не участвовал  |
| 2009/10                                                                                  | Мэн Ред Клоз     | 9                | 9                | 30,4             | 47,4             | 38,5             | 92,9             | 6,4              | 1,8              | 0,4              | 0,6              | 17,4             | Не участвовал  | Не участвовал  | Не участвовал  | Не участвовал  | Не участвовал  | Не участвовал  | Не участвовал  | Не участвовал  | Не участвовал  | Не участвовал  | Не участвовал  |
| 2012/13                                                                                  | Остин Торос      | 3                | 0                | 19,9             | 41,4             | 42,9             | -                | 3,7              | 0,7              | 1,7              | 0,3              | 10,0             | Не участвовал  | Не участвовал  | Не участвовал  | Не участвовал  | Не участвовал  | Не участвовал  | Не участвовал  | Не участвовал  | Не участвовал  | Не участвовал  | Не участвовал  |
| 2013/14                                                                                  | Су-Фолс Скайфорс | 48               | 33               | 29,5             | 44,7             | 35,6             | 68,2             | 5,6              | 1,8              | 1,2              | 1,0              | 14,7             | 5              | 5              | 29,9           | 39,0           | 29,6           | 69,2           | 4,6            | 1,8            | 1,4            | 1,0            | 14,4           |
| 2014/15                                                                                  | Су-Фолс Скайфорс | 17               | 8                | 27,7             | 46,8             | 44,8             | 70,7             | 3,9              | 1,5              | 1,0              | 0,8              | 15,1             | Не участвовал  | Не участвовал  | Не участвовал  | Не участвовал  | Не участвовал  | Не участвовал  | Не участвовал  | Не участвовал  | Не участвовал  | Не участвовал  | Не участвовал  |
| 2016/17                                                                                  | Су-Фолс Скайфорс | 25               | 5                | 21,5             | 38,4             | 38,8             | 82,9             | 4,2              | 1,5              | 1,0              | 0,8              | 12,8             | Не участвовал  | Не участвовал  | Не участвовал  | Не участвовал  | Не участвовал  | Не участвовал  | Не участвовал  | Не участвовал  | Не участвовал  | Не участвовал  | Не участвовал  |
|                                                                                          | Всего            | 117              | 70               | 27,5             | 45,4             | 38,7             | 76,3             | 5,0              | 1,6              | 1,1              | 0,8              | 15,0             | 5              | 5              | 29,9           | 39,0           | 29,6           | 69,2           | 4,6            | 1,8            | 1,4            | 1,0            | 14,4           |
| Наведите курсор мыши на аббревиатуры в заголовке таблицы, чтобы прочесть их расшифровку. |                  |                  |                  |                  |                  |                  |                  |                  |                  |                  |                  |                  |                |                |                |                |                |                |                |                |                |                |                |

### Статистика в NCAA
| Сезон | Команда      | Conf   | Class | GP | GS | MPG  | FG%  | 3P%  | FT%  | RPG | APG | SPG | BPG | PPG  |
| --- | ------------ | ------ | ----- | -- | -- | ---- | ---- | ---- | ---- | --- | --- | --- | --- | ---- |
| 2006/07 | Канзас Стэйт | Big 12 | FR    | 6  | 5  | 23,2 | 40,0 | 0,0  | 66,7 | 4,5 | 0,8 | 0,7 | 0,0 | 11,3 |
| 2007/08 | Канзас Стэйт | Big 12 | FR    | 31 | 28 | 27,3 | 46,5 | 30,7 | 73,7 | 6,3 | 1,9 | 0,9 | 0,5 | 16,1 |
| Всего | Всего        | Всего  | Всего | 37 | 33 | 26,6 | 45,6 | 28,5 | 72,7 | 6,0 | 1,7 | 0,8 | 0,5 | 15,3 |
| Наведите курсор мыши на аббревиатуры в заголовке таблицы, чтобы прочесть их расшифровку Статистика приведена с сайта sports-reference.com |              |        |       |    |    |      |      |      |      |     |     |     |     |      |

### Статистика в других лигах
| Сезон | Команда                     | Лига                   | GP  | GS  | MPG  | FG%  | 3P%  | FT%  | RPG  | APG | SPG | BPG | PFL | TOV | PPG  |
| --- | --------------------------- | ---------------------- | --- | --- | ---- | ---- | ---- | ---- | ---- | --- | --- | --- | --- | --- | ---- |
| 2012/13 | Тротамундос де Карабобо     | Чемпионат Венесуэлы    | 10  | 8   | 22,7 | 49,5 | 38,3 | 62,5 | 2,9  | 1,5 | 1,7 | 0,4 | 3,2 | 1,7 | 14,2 |
| 2015/16 | Все клубы                   | Все лиги               | 52  | 16  | 21,5 | 44,9 | 38,3 | 64,3 | 4,6  | 1,2 | 0,8 | 0,5 | 2,5 | 1,5 | 12,3 |
| 2015/16 | Цедевита                    | Лига ABA               | 16  | 3   | 18,2 | 41,3 | 37,9 | 57,1 | 3,3  | 0,4 | 0,7 | 0,6 | 2,8 | 1,8 | 7,7  |
| 2015/16 | Цедевита                    | Евролига               | 16  | 1   | 14,5 | 35,1 | 34,9 | 72,7 | 2,3  | 0,8 | 0,6 | 0,3 | 2,1 | 0,7 | 5,2  |
| 2015/16 | Цедевита                    | Чемпионат Хорватии     | 8   | 0   | 11,0 | 47,5 | 42,9 | 50,0 | 1,9  | 1,4 | 1,0 | 0,4 | 1,8 | 1,0 | 6,3  |
| 2015/16 | НЛЕКС Роуд Уорриорз         | Чемпионат Филиппин     | 12  | 12  | 42,3 | 48,3 | 38,8 | 64,9 | 11,2 | 2,8 | 1,3 | 0,6 | 3,1 | 2,4 | 32,1 |
| 2016/17 | Блэкуотер Элит              | Чемпионат Филиппин     | 10  | 10  | 44,7 | 39,7 | 33,6 | 71,3 | 16,8 | 4,8 | 1,9 | 1,4 | 3,3 | 3,7 | 28,4 |
| 2017/18 | Все клубы                   | Все лиги               | 24  | 17  | 32,1 | 46,6 | 32,5 | 68,0 | 9,2  | 3,7 | 1,7 | 0,8 | 2,6 | 2,0 | 16,6 |
| 2017/18 | Блэкуотер Элит              | Чемпионат Филиппин     | 17  | 16  | 38,6 | 46,7 | 33,6 | 68,0 | 12,1 | 5,1 | 2,2 | 1,1 | 2,8 | 2,5 | 21,2 |
| 2017/18 | Галатасарай                 | Кубок Европы           | 5   | 1   | 17,5 | 45,8 | 25,0 | 66,7 | 2,4  | 0,6 | 0,6 | 0,2 | 2,2 | 1,0 | 5,8  |
| 2017/18 | Галатасарай                 | Чемпионат Турции       | 2   | 0   | 14,1 | 44,4 | 25,0 | -    | 1,5  | 0,0 | 0,0 | 0,0 | 1,5 | 0,5 | 4,5  |
| 2018/19 | Сига Лейкс                  | Би лига                | 17  | 17  | 37,1 | 47,4 | 38,0 | 75,0 | 7,4  | 4,6 | 1,8 | 0,4 | 3,1 | 3,2 | 21,5 |
| 2019/20 | Сига Лейкс                  | Би лига                | 25  | 25  | 32,7 | 40,1 | 27,6 | 74,6 | 7,8  | 5,6 | 0,9 | 0,6 | 2,6 | 2,3 | 15,9 |
| 2021/22 | Рейн о Шайн Эласто Пэйнтерс | PBA Governors' Cup     | 11  | 11  | 40,4 | 45,4 | 34,4 | 71,9 | 9,7  | 4,2 | 1,0 | 0,5 | 3,5 | 2,7 | 24,2 |
| 2023/24 | Все клубы                   | Все лиги               | 36  | 36  | 25,4 | 41,3 | 33,3 | 56,5 | 3,9  | 1,9 | 0,7 | 0,4 | 2,8 | 1,0 | 7,9  |
| 2023/24 | Гладиадорес де Ансоатеги    | Чемпионат Венесуэлы    | 34  | 34  | 25,5 | 42,5 | 34,6 | 56,7 | 4,0  | 1,9 | 0,7 | 0,4 | 2,7 | 1,0 | 8,1  |
| 2023/24 | Гладиадорес де Ансоатеги    | Лига чемпионов Америка | 2   | 2   | 23,9 | 21,4 | 21,4 | 50,0 | 1,5  | 2,0 | 0,0 | 0,0 | 3,5 | 0,5 | 5,0  |
| Всего | Всего                       | Всего                  | 185 | 140 | 29,0 | 44,0 | 34,6 | 68,5 | 6,6  | 3,0 | 1,1 | 0,6 | 2,8 | 1,9 | 15,0 |
| В чемпионате Венесуэлы | В чемпионате Венесуэлы      | В чемпионате Венесуэлы | 44  | 42  | 24,9 | 44,7 | 35,6 | 58,6 | 3,8  | 1,8 | 0,9 | 0,4 | 2,8 | 1,2 | 9,5  |
| В чемпионате Филиппин | В чемпионате Филиппин       | В чемпионате Филиппин  | 39  | 38  | 41,3 | 45,2 | 35,7 | 68,1 | 13,0 | 4,3 | 1,8 | 1,0 | 3,0 | 2,8 | 26,4 |
| В Би лиге | В Би лиге                   | В Би лиге              | 42  | 42  | 34,5 | 43,3 | 32,5 | 74,7 | 7,6  | 5,2 | 1,3 | 0,5 | 2,8 | 2,7 | 18,2 |
| Наведите курсор мыши на аббревиатуры в заголовке таблицы, чтобы прочесть их расшифровку Статистика приведена с сайта basketball.realgm.com |                             |                        |     |     |      |      |      |      |      |     |     |     |     |     |      |